# Microïds
Microids (fostul Microïds) este un dezvoltator și editor de jocuri video francez cu sediul în Paris. Fondat în 1985 de Elliot Grassiano, a atins succesul timpuriu cu jocuri publicate prin Loriciel în Franța și alți parteneri (inclusiv Activision și Broderbund) în piețe internaționale. Prin extinderea personalului și a echipelor de dezvoltare, Microïds a generat fonduri de a se extinde de la doar dezvoltare la publicare și distribuție și deschidere de sedii internaționale. Compania a fuzionat cu MC2 în 2003 ca să creeze MC2-Microïds, după care a achiziționat editorii Wanadoo Edition și Cryo Interactive. Grassiano a părăsit MC2-Microïds în 2005; sub noua conducere, MC2-Microïds a fost redenumit pentru scurt timp în MC2 înainte să se întoarcă la vechiul nume Microïds. A fost apoi achiziționat de Anuman Interactive în 2010, care în sine s-a redenumit Microïds (ulterior simplificat în Microids) în 2019.

## Istorie
Microïds a fost fondată în anul 1985 de către Elliot Grassiano. în primii 10 ani, Microïds era doar un studio de dezvoltare, dar ei s-au extins în 1995 în domeniile editură și distribuție. În acest timp Microïds France a fost situată în Vélizy (aproape de Paris), Franța. Compania s-a extins apoi în întreaga lume cu un studio de editură în Milano, Italia (Microïds Italy), un studio de distribuție în Milton Keynes, Marea Britanie (Microïds Ltd) și un studio de dezvoltare în Montréal, Canada (Microïds Canada Inc.).

### MC2 France
În 2003, Emmanuel Olivier (fondatorul Index+) a creat o nouă companie numită MC2 France care ulterior a fuzionat cu Microïds. În septembrie 2003 MC2-Microïds ajunge la Wanadoo Edition ca parte a unei afaceri cu guvernul Francez pentru a salva Microïds de la faliment.  De asemenea, Wanadoo devine acționar cu 12% din Microïds. Emmanuel Olivier a devenit CEO atunci când Elliot Grassiano a părasit compania.
În martie 2005 Ubisoft anunță intenția de cumpărare a MC2-Microïds (Microïds Canada) pentru a o integra în studiourile Ubisoft's Montreal.  Acestu lucru include doar 50 de angajați ai MC2-Microïds și departamentul tehnic; cu toate acestea, acordul nu include orice transfer de proprietate intelectuală. Microïds Italy s-a desprins de companie în 2005, ajungând la editorul italian Blue Label Entertainment.
Pe data de 28 noiembrie, 2007 MC2 France a relansat oficial brandul Microïds, si toate viitoarele produse ale companiei vor fi lansate sub brandurile Microïds Montreal și Microïds Paris.  Sediul central al compniei se află în Montrouge, o suburbie din Paris care are un studio de dezvoltare în Montreal, Canada.

## Jocuri
MC2-Microïds este bine cunoscută pentru dezvoltarea de jocuri de aventură, inclusiv Syberia, Syberia II, Post Mortem și continuarea Still Life. Alte jocuri notabile, produse de Microïds sunt Far Gate și seria de jocuri de acțiune pentru Commodore Amiga Nicky Boum.
În 2007 Microïds a anunțat că lucrează la o serie de jocuri în colaborare cu diverse studiouri de dezvoltare, cum ar fi Elektrogames, Kheops Studio, Mzone Studio, TOTM Studio și White Birds Productions. A fost de asemenea anunțat că Still Life 2 va fi dezvoltat de către GameCo Studios. În 2008 Microïds a anunțat că au încheiat un acord cu editorul Encore (parte deinNavarre Corporation), unde Encore trebuie să publice întregul catalog Microïds în America de Nord.